# A Clockwork Origin
A Clockwork Origin (Походження по часовим механізмом) — дев'ятий епізод шостого сезону мультсеріалу «Футурама».

## Зміст
У школі, в якій навчається К'юберт, відмовляються викладати теорію еволюції. Головним противником цієї теорії стає доктор Банджо, схожий на мавпу. Він вказує на те, що не знайдено відсутню ланку між людиною і мавпою. Команда Planet Express-а вирушає на розкопки і знаходить відсутню ланку, яке назвали Homo Farnsworth. Але попри безсумнівний успіх, Професор Фарнсворт все одно піддається глузуванням.
Тоді Професор з командою вирушає на далекий астероїд, подалі від Землі, залишивши К'юберт на Землі, разом з Зойдберг. На астероїді абсолютно відсутня життя, але є невеличке озерце води, правда забруднене отруйними речовинами. Професор запустив в озерце наноробот ів, щоб вони очистили воду. Несподівано нанороботи стали змінюватися, і до кінця дня перетворилися на істот, схожих на трилобіт ів. Ці істоти з'їли корабель Planet Express і накинулися на команду. Героям ледве вдалося сховатися в печері.
Тим часом Зойдберг і К'юберт не можуть порозумітися. Зойдберг в очах К'юберт - просто невдаха. Але, як пізніше зізнається К'юберт, над ним теж часто знущаються, і тому він зриває свою злість на Зойдберг. Однак Зойдбергу вдалося потоваришувати з К'юберт: він захистив його від Жахливого Студня Молодшого - тому стало просто огидно підходити близько до Зойдбергу.
На астероїді команда Planet Express вирішила зробити вилазку з печери: у них немає води, а з їжі залишилися тільки дегідрованому харчові капсули, які можна їсти тільки попередньо замочивши у воді. Виявилося, що за ніч навколо озерця виросли дерева, що повністю складаються з металу, а також з'явилися металеві істоти, схожі на динозаврів. З частин цих динозаврів вдалося побудувати космічний корабель, на якому можна було повернутися на Землю, але для цього необхідно, щоб його акумулятори зарядилися енергією від сонячних батарей. Ще через день виникли істоти, схожі на первісних людей, а потім - розумні роботи. Відкриття того, що існує форма життя, відмінна від металевої стала переворотом в їх науці, але Професор приготував ще один сюрприз: він розповів про те, що саме він створив предків всіх роботів на цій планеті. Роботи в жаху і влаштували над Професором суд. Захищати професора взявся Бендер, оскільки він теж робот. Але Бендер одразу ж уявив Професори, як божевільного. Вирішити долю Професори повинен був суд присяжних. Присяжні віддалилися, щоб на ранок винести вердикт.
Але вранці Професори зустріли вже не роботи, а істоти, схожі на мильні бульбашки. Вони готові пробачити Професори, оскільки вони стали вищими істотами і твердження про те, що їх створив Професор більше не зачіпає їх самолюбство. Повернувшись додому, Професор показує фотографії, зроблені на астероїді, професору Банджо.

## Винаходи майбутнього
- Нанороботи для очищення води
- Дегідрованому харчові капсули
- Космічний корабель на сонячних батареях, зроблений з частин роботів-динозаврів.

## Цитати
- Літаючий Макаронний Монстр: Вибачте, сер. Я - Літаючий Макаронний Монстр, і я хочу запитати - невже я нащадок якихось там нелітаючих макаронів?

Фарнтсворт: Так!